# Quart cinema
Quan parlem de Quart Cinema ens referim a un altre nivell dins el grup del Primer, Segon i Tercer Cinema, que agrupa totes les pel·lícules que han estat desenvolupades per artistes indígenes i tracten, en conseqüència, de les seves pròpies històries. Així, doncs, la idea principal sobre la qual aquest tipus de cinema s'ha construït és que tothom que participi en aquestes pel·lícules ha de ser nadiu, per tal que el projecte pugui ser considerat absolutament indígena. A més, un altre principi extremadament important que els artistes del Quart Cinema segueixen és l'objectiu d'explicar una història de la manera més realista i verídica possible, per tal que serveixi com a mode de representació de la seva pròpia cultura i història. Com va dir Barry Barclay, un director maori, "...hi ha una categoria que pot anomenar-se legítimament "Quart Cinema", i significa cinema Indígena -Indígena amb I majúscula."
Per entendre aquest tipus de cinema, haurem d'observar-ne abans els orígens, les característiques i en què es diferencia del Tercer Cinema, per no caure en l'error de creure que són el mateix .

## Orígens
El concepte de "Quart Cinema" s'origina l'any 1974, quan George Manuel i Michael Posluns van proclamar l'existència d'un Quart món, una nova categoria dins l'estructura del Primer, Segon i Tercer món. Així, doncs, la seva definició de Quart món es referia a "les nacions internament colonitzades o que tenen mancança de reconeixement i poder internacional." Això no obstant, no va ser fins al 2003 que, com s'ha citat prèviament en la introducció de l'article, Barry Barclay declarà l'existència d'un Quart Cinema en l'article Celebrant el Quart Cinema (Celebrating Fourth Cinema). A causa de les seves arrels maoris, sempre ha estat molt interessat en la producció de pel·lícules relacionades amb el seu entorn indígena cultural, i com Stuart Murray enuncia, els seus films han acabat mostrant "una sensació total de com Nova Zelanda és una cultura complexa i múltiple." Després d'explorar el que aleshores encara era conegut com a "Cinema Indígena", acaba concloent que una categoria tan àmplia i internacional mereixia una etiqueta molt més reconeguda, perquè com explica en els seus escrits, les cultures nadiues són "fora de la mirada nacional per definició, ja que les cultures indígenes són cultures antigues que encara romanen i persisteixen dins un estat nacional modern."

## Característiques principals
Per entendre millor què és realment el Quart Cinema, necessitarem entendre que la gent indígena "rebutja les tècniques polítiques occidentals" i estan "fora dels estats nacionals moderns." Tot i això, en comptes de respondre a aquesta visió nacionalista occidental d'una manera bel·ligerant, Barclary argumenta que el Quart Cinema opta per fer pel·lícules que simplement sorgeixen del desig de fer-les, i que tracten del món indígena des de la seva pròpia perspectiva.

Per aconseguir-ho, Barclay parla sobre la posició de la càmera, la qual pot ajudar-nos a distingir el cinema Indígena del Primer Cinema; mentre, per una banda, "la càmera cap a la riba" és aquella enfocada per la gent que considera que aquesta "riba" és casa seva, la del Primer Cinema veu la "riba" com un lloc extern, llunyà i, fins i tot, exòtic. Així, doncs, la posició de la càmera -o de manera més precisa, el seu punt de vista- és extremament important, ja que la perspectiva dels cineastes indígenes està basada en gran part en el lloc on ubiquen la gent dins les seves produccions. Segons Pamela Wilson i Michelle Stewart, 
"Els mitjans de comunicació indígenes solen anar dirigits directament a les idees polítiques sobre identitat i representació involucrant i desafiant les formes polítiques tant en l'àmbit nacional com en l'internacional. En aquest panorama, el control de la manera de representació i l'autodefinició cultural que apareix en els mitjans de comunicació reivindica i representa la sobirania cultural i política."
A més, tot i que aquest punt serà més àmpliament tractat en la secció "Diferències amb el Tercer Cinema" dins aquest article, és molt important entendre el Quart Cinema com un tipus de cinema que té l'objectiu de preservar la cultura indígena per tal de protegir-la de la seva possible extinció, i no el de respondre agressivament al punt de vista colonial mitjançant el qual han estat representades les civilitzacions indígenes dins el món del cinema. Així, doncs, el que és veritablement important del Quart Cinema és la seva diversitat, i tot i ser conscient de la posició dominant del Primer Cinema dins el marc general, no està fet en "oposició al que està establert."

### Cinema de la sobirania
Tot i no ser una resposta directa al Cinema de les Primeres Nacions (Primer Cinema), el Quart Cinema també pot ser entès com allò que Lewis anomena en Alanis Obomsawin: The Vision of a Native Filmmaker el cinema de la sobirania, "un fòrum en què la comunicació encreuada entre cultures pot succeir sense que una de les parts sigui ignorada, silenciada, distorsionada, convertida en l'Altre." El que vol dir amb "l'altre" està relacionat amb la mirada colonial mencionada anteriorment, ja que fa referència a la visió de l'Orient, del nadiu no europeu, que ha estat construïda com a negació de tot allò que l'occidental blanc és, d'una manera despectiva.

### Diferències amb el Tercer Cinema
Atès que tant el Tercer com el Quart Cinema poden semblar molt similars, és molt important tenir l'habilitat de diferenciar-los, ja que tot i compartir alguns aspectes, les diferències són el que ens permetrà situar el Quart Cinema dins l'estructura del Primer, Segon i Tercer Cinema, i donar-li l'oportunitat de tenir el seu propi lloc.
D'una banda, el Tercer Cinema correspon a un moviment postcolonial (majoritàriament llatinoamericà) que va succeir a conseqüència dels canvis polítics i culturals durant els anys seixanta principalment en llocs que havien estat colonitzant, des d'on els artistes volien denunciar la representació gens acurada dels seus costums i manera de ser que Hollywood ensenyava en les seves pel·lícules amb la intenció d'afavorir la seva ideologia popular i nacional nord-americana. D'altra banda, el Quart Cinema, també conegut com a Cinema Indígena, fa especial atenció a les "estètiques indígenes específiques" i "a un espai geogràfic concret, pràctiques culturals diferents, textos socialment activistes, nocions de temporalitat que no separen el passat del present o el futur i tradicions espirituals." Així, doncs, podríem concloure que mentre el Tercer Cinema té les seves arrels en un moviment de caràcter revolucionari i amb intenció de denúncia, el Quart Cinema té l'objectiu de donar a les pel·lícules indígenes un espai dins el cinema, dirigides per directors nadius que, com qualsevol altre director, només volen explicar la seva pròpia història.
Tot i això, és important que recordem que algunes pel·lícules indígenes poden ser ubicades dins les dues categories de cinema, i les dues comparteixen moltes característiques, ja que com en Barry Barclay exposa, "sense tancar-li la porta a aquesta opció, altres poden voler intentar transformar el nucli dels valors principals per tal de construir un Cinema Indígena fora de l'ortodòxia nacional."